# Innes Ireland
Robert McGregor Innes Ireland, född 12 juni 1930 i Mytholmroyd i Yorkshire, död 22 oktober 1993 i Reading, var en brittisk officer, fallskärmsjägare, ingenjör och racerförare.

## Racingkarriär
Ireland var en av sin tids mest färgstarka förare som var inblandad i många spektakulära trassliga situationer och konfrontationer under karriären. 
Han debuterade i formel 1 för Lotus säsongen 1959. Ireland vann USA:s Grand Prix 1961 men blev uppsagd ett par veckor senare av stallchefen Colin Chapman som ansåg att Jim Clark hade en större potential. Detta var säkerligen riktigt, men det skapade en varaktig fiendskap mellan Ireland och Clark, vilken bestod när Clark omkom. 
Sir Alfred Owen erbjöd honom en förarplats i BRM med Graham Hill som stallkamrat säsongen 1962. Ireland hade dock lovat att köra för det oberoende UDT Laystall Racing Team och tackade därför nej till BRM:s erbjudande. Detta beslut gjorde att hans stora chans att vinna mästerskapet försvann.

## F1-karriär
| Säsong | Stall/Tillverkare          | Poäng | Placering |
| ------ | -------------------------- | ----- | --------- |
| 1959   | Lotus-Climax               | 5     | 13        |
| 1960   | Lotus-Climax               | 18    | 4         |
| 1961   | Lotus-Climax               | 12    | 6         |
| 1962   | BRP (Lotus-Climax)         | 2     | 16        |
| 1963   | BRP (BRP-BRM & Lotus-BRM)  | 6     | 9         |
| 1964   | BRP (BRP-BRM & Lotus-BRM)  | 4     | 14        |
| 1965   | Reg Parnell (Lotus-BRM)    | 0     | –         |
| 1966   | Bernard White Racing (BRM) | 0     | –         |

| 1. USA 1961 | 1. Nederländerna 1960 2. USA 1960 | 1. Storbritannien 1960 |

### Snabbaste varv i F1-lopp
1. Belgien 1960